# Míster Universo Mundial 2014
Míster Universo Mundial 2014 es un evento al que asistieron 9 candidatos de América y Europa. Cuenta con 11 años de trayectoria en el ámbito de la moda y la belleza y está organizado por Felipe Recabarren, reconocido empresario de Perú, que se dedica a la realización de concursos de belleza internacionales.
El representante de España, Rubén López Cazorla, de 1,93 m de estatura, de Jaén, se alzó en la noche del 27 de septiembre con el título de “Míster Universo Mundial 2014”, certamen que se celebró en el Teatro Julieta de Lima, Perú.
Rubén es militar, profesión que compagina con la de modelo, además de encontrarse realizando actualmente el Grado en Educación Física.

## Resultados

### Posiciones
| Resultado Final              | Delegado                            |
| Míster Universo Mundial 2014 | - España - Rubén López Cazorla      |
| Virrey Universal             | - Brasil - Elvis Munis              |
| Primer Finalista             | - Puerto Rico José Iván Ríos Torres |

## Delegados
| País/Territorio         | Delegados             | Edad | Estatura | Residencia          |
| Brasil                  | Elvis Munis           |      |          |                     |
| Colombia                | Santiago Andres Perez |      | 1,85 cm  | Medellín            |
| Comunidad Italo-Peruana | Renzo Vitteri         | 20   | 1,80 cm  | Lima                |
| Costa Rica              | Israel Moya           | 26   | 1,84 cm  | Palmares / San José |
| España                  | Rubén López Cazorla   | 22   | 1,93 cm  | Jaén                |
| Gran Canaria            | Fabio Agostini        | 24   | 1,93 cm  | Lima                |
| Isla de Marajo          | Bruno Panavello       |      |          |                     |
| México                  | Miguel Ahumada        | 18   | cm       | Sonora              |
| Perú                    | Andrés Del Río        |      |          |                     |
| Portugal                | William Gomes         |      |          |                     |
| Puerto Rico             | José Iván Ríos Torres | 25   | cm       | Barranquitas        |
| Venezuela               | José Roberto Landaeta |      |          | Caracas             |

## Crossovers
Concursantes que participaron o participaran en otros concursos:
Mister International
- 2013:  Costa Rica: Israel Moya (Top 16)

Manhunt International
- 2014:  Costa Rica: Israel Moya (TBA)